# Friedrich Eppensteiner
Friedrich Eppensteiner (* 29. November 1880 in Stuttgart; † 8. April 1970 in Tübingen) war ein Tübinger Lehrer und Gemeinderat sowie Sportfunktionär.

## Leben
Eppensteiner studierte von 1901 bis 1905 in Stuttgart, Tübingen, Berlin und Harvard. In Tübingen wurde er Mitglied der Studentenverbindung Sängerschaft Zollern.

### Erster Weltkrieg

Friedrich Eppensteiner im Juni 1918, zwei Monate vor seiner Gefangennahme, als Hauptmann der Landwehr in Albert, Frankreich

Nachdem Friedrich Eppensteiner 1914 seinen Doktor phil. in Geschichte an der Universität Tübingen gemacht hatte, brach der Erste Weltkrieg aus, an dem er als Offizier eines Landwehr-Infanterie-Regiments teilnahm und zuletzt Kompaniechef beim Württembergischen Infanterie-Regiment Nr. 479 war. Am 23. August 1918 geriet er bei der Eroberung von Chuignes durch australische Verbände in Gefangenschaft, aus der er im Oktober 1919 zurückkehrte. Eppensteiner war in dem englischen Kriegsgefangenenlager Skipton in Yorkshire interniert, wo im Frühjahr 1919 die Spanische Grippe grassierte, an der 60 Prozent der dort internierten Offiziere erkrankten und 42 Gefangene starben. Im trockenen Sommer 1919 organisierte er sportliche Wettkämpfe unter den Gefangenen, über die er in der Lagerzeitung berichtete.

### Weimarer Republik
Nach seiner Rückkehr wurde Eppensteiner zum Studienrat ernannt und war ab 1925 für viele Jahre als Lehrer für Deutsch, Geschichte und Fremdsprachen an der Oberrealschule (späteren Kepler-Oberrealschule) in Tübingen tätig. Eppensteiner engagierte sich beruflich und gesellschaftlich. So war er langjähriger stellvertretender Vorsitzender des Württembergischen Philologenverbandes. Er war Mitglied der DDP und hatte darin die Funktion des stellvertretenden Leiters der Ortsgruppe. Als Vertreter dieser Partei kandidierte er zum Tübinger Gemeinderat. Während des Wahlkampfes im Herbst 1931 wurde er persönlich von den Nationalsozialisten angegriffen. Trotzdem wurde er damals in den Gemeinderat gewählt. Er war nur eine relativ kurze Zeit Gemeinderat, da nach der Machtergreifung durch Hitler der Gemeinderat infolge der Gleichschaltung am 31. März 1933 gezwungen wurde, sich aufzulösen. Eppensteiners beruflicher Aufstieg zum Oberstudiendirektor scheiterte 1933 an Beanstandungen der Nationalsozialisten. Er wurde zwar Mitglied des NS-Lehrerbundes, aber in die NSDAP trat er nicht ein. Im Jahr 1936 gehörten 97 Prozent der deutschen Lehrer dem NS-Lehrerbund an; 32,2 Prozent waren zugleich Mitglieder der NSDAP.

### Drittes Reich
Mit der Zeit arrangierte sich Eppensteiner nicht nur mit dem Nationalsozialismus, sondern wurde zu einem der engagiertesten Verfechter der nationalsozialistischen Ideologie an der Keplerschule. Er übernahm dort den weltanschaulichen Unterricht, ein Fach, das die Nazis als Ersatz für den Religionsunterricht eingeführt hatten, um den Jugendlichen die nationalsozialistische Ideologie zu vermitteln. Den weltanschaulichen Unterricht durften nur Lehrer unterrichten, „die den Nationalsozialismus lebten“. Und Eppensteiner lebte ihn offensichtlich auch, denn in seinem Lehrplanbericht von 1942 schrieb er: „Grundsätzlicher und strenger als es der Entwurf zum Stoffplan fordert, habe ich der dort gestellten Lehraufgabe ‚die Jugend in vertiefter Weise an die letzten Fragen des Lebens im Geiste der nationalsozialistischen Weltanschauung heranzuführen‘ das Ziel gesetzt, eine Haltung zu wecken, die auf dem nationalsozialistischen Gedankengut beruht’ – mit Themen wie ‚Humor in schweren Lebenslagen als soldatische Mannestugend‘, ‚Todesverachtung‘, ‚ewiges deutsches Soldatentum‘, ‚göttliches Wirken in der Geschichte (anlässlich von Führers Geburtstag)‘.“ Während der Schulferien hielt er in den Schülerlagern, aber auch zu anderen Anlässen, markige Reden, in denen er die nationalsozialistischen Anführer, insbesondere den Führer, anhimmelte. Er verlangte auch, dass „größter Nachdruck gelegt werden müsse auf die Beeinflussung des Wehrwillens der Schüler“.

### Nach dem Zweiten Weltkrieg
1945, als ein Nachfolger für Kuno Fladt auf die Stelle des Schulleiters gesucht wurde, bewarb sich Eppensteiner um sie. In der Begründung schrieb er, dass er „offene Kritik an Hitlers Kriegspolitik“ geübt hätte und auch sonst erstklassiger Nazigegner gewesen wäre. Seine Bewerbung wurde abgelehnt – es ist nicht eindeutig aus welchem Grund. Möglicherweise spielte sein Alter die entscheidende Rolle: er hatte nur noch ein Jahr zu arbeiten. Denn in dem gut ein halbes Jahr späteren Entnazifizierungsverfahren sprach sich die Tübinger Spruchkammer am 15. Februar 1946 für Eppensteiners Verbleib im Amt aus, weil er „ohne Belastung“ sei. Zum Ende des Schuljahres wurde Eppensteiner 1946 in den Ruhestand versetzt. Ungefähr zu diesem Zeitpunkt wurde er aber Leiter der zusammengeschlossenen Tübinger Sportvereine.
Er engagierte sich sehr darin, schrieb Aufsätze und hielt Reden. Diese Aktivitäten fanden Anerkennung beim Württembergischen Sportbund und beim Württembergischen Leichtathletikverband sowie in der Fachpresse. Diese positive Aufnahme gab ihm den Ansporn, Anfang der 1960er Jahre eine größere historisch-theoretische Arbeit über Sport vorzubereiten, die 1964 unter dem Titel Der Sport. Wesen und Ursprung, Wert und Gestalt veröffentlicht wurde. Es ist – wie der Autor es selbst nennt – eine systematische und kritische Darstellung aller Erscheinungen des Sports.
Wie bereits früher für die Tübinger Chronik, schrieb Eppensteiner nach der Pensionierung immer wieder für das „Schwäbische Tagblatt“ zu kommunalen Themen und wurde zum geschätzten Kommentator. Zu seinen Themen gehörten u. a.: das Freibad, die Bebauung der Neckarhänge, der Landschaftsschutz und das Gefallenendenkmal auf dem Stadtfriedhof. Seine Beiträge zeichneten sich durch eine charakteristische Pointierung aus.
Zu seinem 80. Geburtstag 1960 würdigte ihn das „Schwäbische Tagblatt“ als eine „der profiliertesten Persönlichkeiten unserer Stadt“. Gleichzeitig stilisierte ihn der Artikel zu einem Opfer des Nationalsozialismus, was er sicherlich nicht war. Zu jedem runden Geburtstag erhielt er von dem jeweiligen Oberschulamts-Präsidenten einen persönlichen Glückwunsch- und Dankesbrief. 1965 schrieb ihm Dr. Götz zum 85. Geburtstag: „Sie haben auf Ihre zahlreichen Schüler eine prägende Wirkung ausgeübt, die unvergessen bleibt.“ Dies veranschaulicht, was für einen Umgang mit dem Nationalsozialismus man noch lange nach dem Zweiten Weltkrieg in der Bundesrepublik Deutschland pflegte.
Friedrich Eppensteiner war verheiratet und hatte zwei Kinder. Der Sohn Christian Friedrich ist im September 1941 in Russland gefallen.

## Veröffentlichungen
- Rousseaus Einfluß auf die vorrevolutionären Flugschriften und den Ausbruch der Revolution. Mohr, Tübingen 1914 (Dissertation, Universität Tübingen 1914).
- Der Sport. Wesen und Ursprung, Wert und Gestalt. E. Reinhardt, München/Basel 1964.